# 陆浩
陆浩（1947年4月—），男，汉族，河北昌黎人。1967年9月参加工作，1981年4月加入中国共产党。中共中央党校在职研究生学历，政治学专业，理学学士。中共第十五届中央候补委员，第十六、十七届中央委员；第十一、十二届全国人大常委会委员。

## 仕途
陆浩毕业于兰州大学化学专业。1982年，任中共甘肃省委第一书记冯纪新的秘书。1985年至1993年，先后担任中共甘肃省委组织部副部长、部长。1996年，任中共兰州市委书记。
2001年1月3日，任甘肃省人民政府代理省长。2006年，升任中共甘肃省委书记。2011年12月11日，不再担任中共甘肃省委书记，执掌甘肃长达10年零11个月。2007年至2012年，兼任甘肃省人大常委会主任。
陆浩是第十一届全国人大常委会委员兼全国人大外事委副主任委员；第十二届全国人大常委会委员兼全国人大环资委主任委员。